# Exomalopsis jenseni
Exomalopsis jenseni är en biart som beskrevs av Heinrich Friese 1908. Exomalopsis jenseni ingår i släktet Exomalopsis och familjen långtungebin. Inga underarter finns listade i Catalogue of Life.